# Antysyjonizm

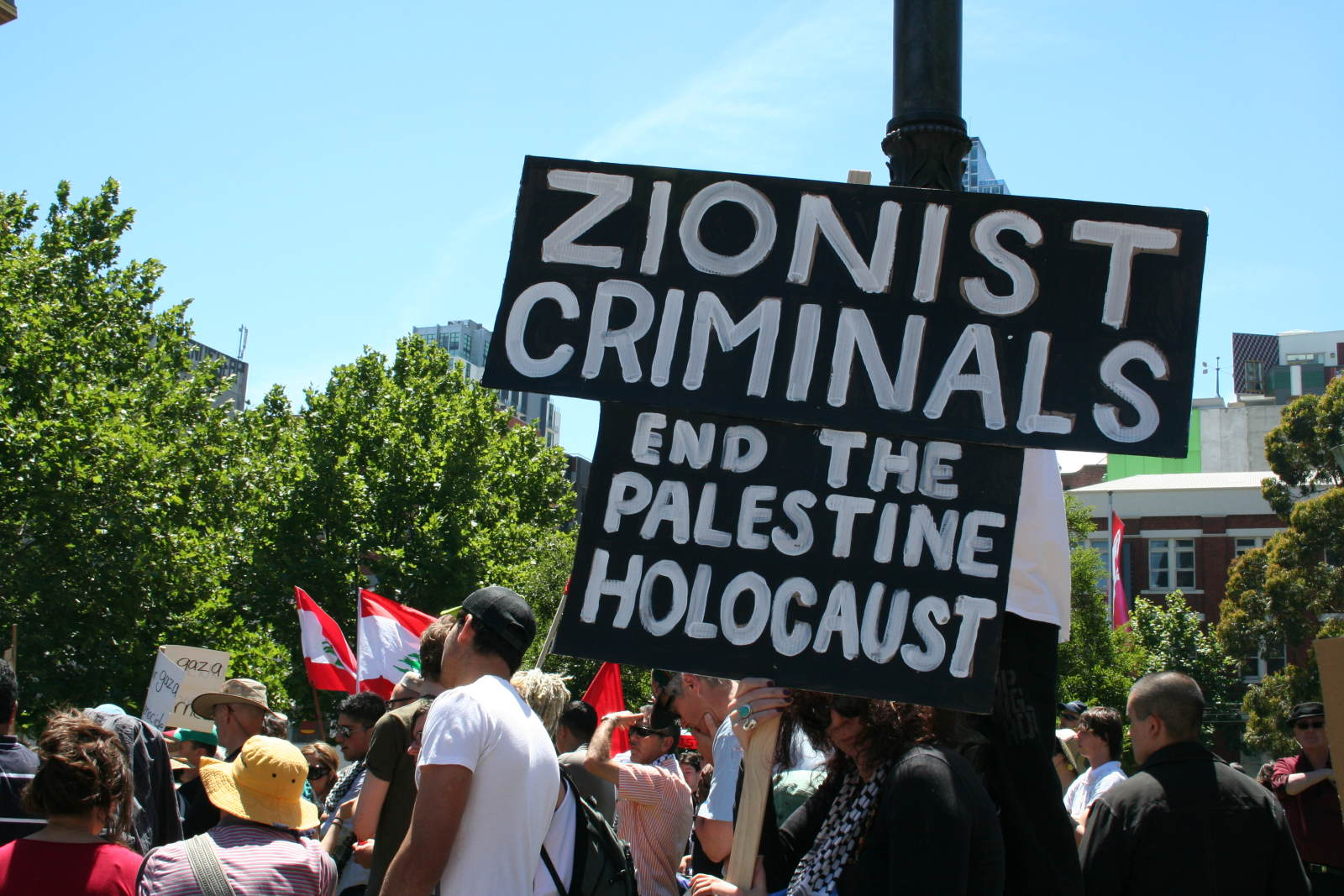
Demonstracja przeciwko polityce Izraela względem Palestyny

Antysyjonizm – postawa sprzeciwu wobec ideologii i praktyki syjonizmu, często wyrażająca się w sprzeciwie wobec samego istnienia Państwa Izrael.
Ten punkt widzenia charakteryzuje różne grupy o zróżnicowanych motywach, zarówno środowiska lewicowe (marksiści, anarchiści), pojedyncze organizacje żydowskie i większość organizacji palestyńskich, a także środowiska antysemickie, grupy arabskich nacjonalistów i fundamentalistów islamskich.
Współcześnie osoby uważające się za antysyjonistów m.in.:
- popierają dążenia Palestyńczyków do utworzenia niepodległego państwa[1],
- sprzeciwiają się okupacji Palestyny (Zachodniego Brzegu Jordanu, Strefy Gazy i Wschodniej Jerozolimy) przez Izrael lub też bardzo często samemu istnieniu państwa żydowskiego,
- uważają, że przyczyną incydentów antysemickich w Europie są agresywne działania Izraela[2],
- uważają, że rząd Izraela nadużywa pojęcia antysemityzmu do własnych celów politycznych[2].

## Antysyjonizm żydowski
Antysyjonistami, tj. przeciwnikami syjonizmu, mogą być również Żydzi.
Przed II wojną światową antysyjonizm charakteryzował kilka ważnych partii żydowskich: w Polsce były to zarówno religijna Agudat Israel, jak i świeccy bundyści oraz fołkiści. Żydowscy przeciwnicy syjonizmu uważali, że Żydzi powinni pozostać w Polsce, która jest również ich ojczyzną, a nie przenosić się do Palestyny. Po tragedii Holokaustu część żydowskich antysyjonistów zmieniło swój pogląd, uznając że Żydzi, aby być bezpieczni, muszą utworzyć odrębne państwo.
Najbardziej znaną lewicową organizacją antysyjonistyczną w Izraelu był Matzpen. Wśród ugrupowań religijnych znane z postawy antysyjonistycznej są Satmar oraz Neturei Karta.

## Antysyjonizm a antysemityzm
Treść tej sekcji może nie być zgodna z zasadami neutralnego punktu widzenia,
ponieważ trzeba wyjaśnić niuanse znaczeniowe między antyizraelizmem i antysyjonizmem z różnych punktów widzenia.
Dokładniejsze informacje o tym, co należy poprawić, być może znajdują się w dyskusji tej sekcji.
 Po wyeliminowaniu niedoskonałości należy usunąć szablon {{Dopracować}} z tej sekcji.
Współcześnie antysyjonizm jest postawą krytykowania opresyjnej polityki Izraela, obrazującej się choćby w relacjach z muzułmańskimi mieszkańcami Izraela i stosunku nielegalnych osadników żydowskich na Zachodnim Brzegu względem mieszkających tam Palestyńczyków. Jako taki nie zakłada więc krytyki ludzi, bez względu na pochodzenie, wiarę czy kolor skóry, ale sposób postępowania z innymi, vide apartheid w RPA czy segregacja rasowa w USA czy III Rzeszy. Wynika to wprost z definicji samego syjonizmu, który jako doktryna założycielska miał pomóc utworzyć siedzibę narodową dla narodu powszechnie odtrącanego w XIX i XX wieku. Krytyka istniejącego w Izraelu systemu politycznego nie obejmuje zwalczania „semityzmu” – śladu współtwórstwa dorobku naukowego czy kulturowego lokalnych społeczności, goszczących mniejszość żydowską.
W niektórych środowiskach termin „antysyjonizm” stanowił jednakże eufemizm na określenie pewnych form antysemityzmu, np. w ZSRR i PRL od lat 60. antysyjonizm był głoszony dla uzasadnienia antyżydowskiej kampanii w prasie oraz poparcia dla krajów arabskich w konfrontacji z Izraelem. W reakcji na zwycięstwo Izraela w wojnie sześciodniowej (1967), pod hasłem antysyjonizmu doszło do wymuszonej emigracji osób pochodzenia żydowskiego, choć znaczna część tych osób nie miała poglądów syjonistycznych. Choć głoszący antysyjonizm zazwyczaj odcinają się od antysemityzmu, krytycy antysyjonizmu uznają go za ukrytą formę antysemityzmu.